# Сігіберт I
Сіґіберт I (фр. Sigebert I, Sigisbert I; 535 — грудень 575, Вітрі-ан-Артуа) — король франків з династії Меровінгів, який правив у 561—575 роках в Австразії. Син Хлотара І та Інґунди.

## Розділ Франкського королівства 561 року

Розділ Франкського королівства після смерті Хлотара І (561)

Після смерті Хлотара І брат Сіґіберта Хільперік заволодів значною частиною державної скарбниці та, підкупивши впливових франків, намагався заволодіти більшою частиною Франкського королівства, зробивши своєю резиденцією Париж. Проте проти нього об'єднались Сіґіберт з іншими братами — Гунтрамном та Харібертом. Вони вигнали Хільперіка з Парижа. Після цього розподіл королівства відбувся за жеребом, а в його основу було покладено розділ 511 року. Харіберт отримав володіння Хільдеберта зі столицею в Парижі, Гунтрамн — Хлодомира у Орлеані, Сіґіберт — Теодоріха в Реймсі, Хільперік — свого батька Хлотаря у Суассоні.
Слід відзначити, що розділи 511 та 561 років не були рівнозначними, оскільки за 50 років до Франкського королівства були приєднані значні нові території. Гунтрамн отримав великі території Бургундії, тому поступився західною частиною Орлеанського королівства з містами Шартр, Тур, Пуатьє на користь Харіберта. Землі Сіґіберта охоплювали володіння алеманів, а також деякі міста в Провансі (Марсель, Авіньйон), тож він також передав Харібертові частину володінь (міста Лімож, Кагор, Альбі). Тож володіння Харіберта відтепер простягались широкою смугою від Ла-Маншу до Піренеїв. Лише Хільперик отримав порівняно невеликий уділ: територію від Суассону до Па-де-Кале, а також Тулузу.

## Міжусобна війна з Хильперіком (561)
Хильперік, брат Сіґіберта, не полишав надії розширити свої володіння. Скориставшись тим, що Сіґіберт вів війну з аварами, які напали на Франкську державу одразу після смерті Хлотаря І, він захопив Реймс та інші міста Австразії. Сіґіберт, повернувшись з походу, відновив свою владу та почав облогу Суассона. Через деякий час столиця Хильперіка була захоплена, в полон потрапив його син Теодеберт. Сам Хильперік був розгромлений у битві та визнав відновлення колишніх кордонів уділів. Теодеберт протягом року утримувався Сіґібертом у віллі Понтіон, а потім був відпущений до Суассону, отримавши щедрі подарунки та пообіцявши не вести війну проти дядька.

## Війна з Гунтрамном у Провансі
Оскільки Прованс був поділений між Сіґібертом та Гунтрамном дрібними частинами, це викликало суперечності. Приблизно у 566—568 роках мешканці Клермона та франкські дружинники на чолі з Фірміном та Адоварієм за наказом Сіґіберта захопили місто Арль, що належало Гунтрамну. Мешканці міста принесли присягу володарю Австразії. Назустріч завойовникам виступив воєначальник Гунтрамна Цельс, який захопив Авіньйон, володіння Сіґіберта, та взяв в облогу Арль. Місцевий єпископ Сабауд хитрістю вивів воїнів Сіґіберта з Арля, закликавши їх стати в бій проти Цельса поблизу фортечних стін. Фірмін та Адоварій програли битву, а намагаючись повернутись до міста, наразились на організований спротив городян. Опинившись у пастці, воїни почали рятуватись втечею, перепливаючи річку Рону. Багато хто з них потонув. Після повернення Арля Гунтрамн віддав Авіньйон назад братові.

## Боротьба за спадщину Харіберта (568—577)

Франкське королівство після смерті Харіберта

Після смерті Харіберта у 568 році його володіння були поділені між трьома братами. На три рівнозначні частини були розділені землі як північніше (Нейстрія), так і південніше Луари (Аквітанія). Париж розглядався як спільна столиця та не ввійшов до жодних володінь. При цьому один з королів не міг входити до міста без згоди інших.
Проте Хільперік захопив Тур і Пуатьє, що згідно з угодою повинні були відійти Сіґібертові. Сіґіберт об'єднався проти нього з Гунтрамном. Воєначальник Гунтрамна Євній Муммол вигнав з Тура Хлодвіга, сина Хильперіка — та примусив народ принести присягу Сіґібертові. Далі знищив військо мешканців Пуатьє на чолі з Базилієм та Сігарієм, повернувши місто законному власнику.
Хлодвіг після своєї втечі перебував у Бордо, куди Сіґіберт підіслав до нього найманого вбивцю. Хлодвіг, тим не менш, зумів уникнути розправи та повернувся до батька. Розгніваний Хильперік у 573 р. організував новий похід у долину Луари на чолі зі своїм старшим сином Теодебертом. Той, розбивши війська герцога Гундовальда поблизу Пуатьє, нещадно сплюндрував землі від Тура до Кагора. При цьому було спалено безліч церков, монастирів, вбито кліриків.
Наступного року Сіґіберт організував похід у відповідь на цей напад, зібравши зарейнські племена. Хильперік спочатку уклав союз із Гунтрамном, але останній після погроз Сіґіберта відмовився від угоди. Війська двох братів стояли навпроти один одного на берегах Сени, проте після звістки про зраду Гунтрамна Хильперік відступив до околиць Шартра. Тут він попросив заключити мирну угоду, на що Сіґіберт погодився. Згідно з нею Хильперік відмовився від незаконно захоплених територій та повернув їх Сіґіберту.

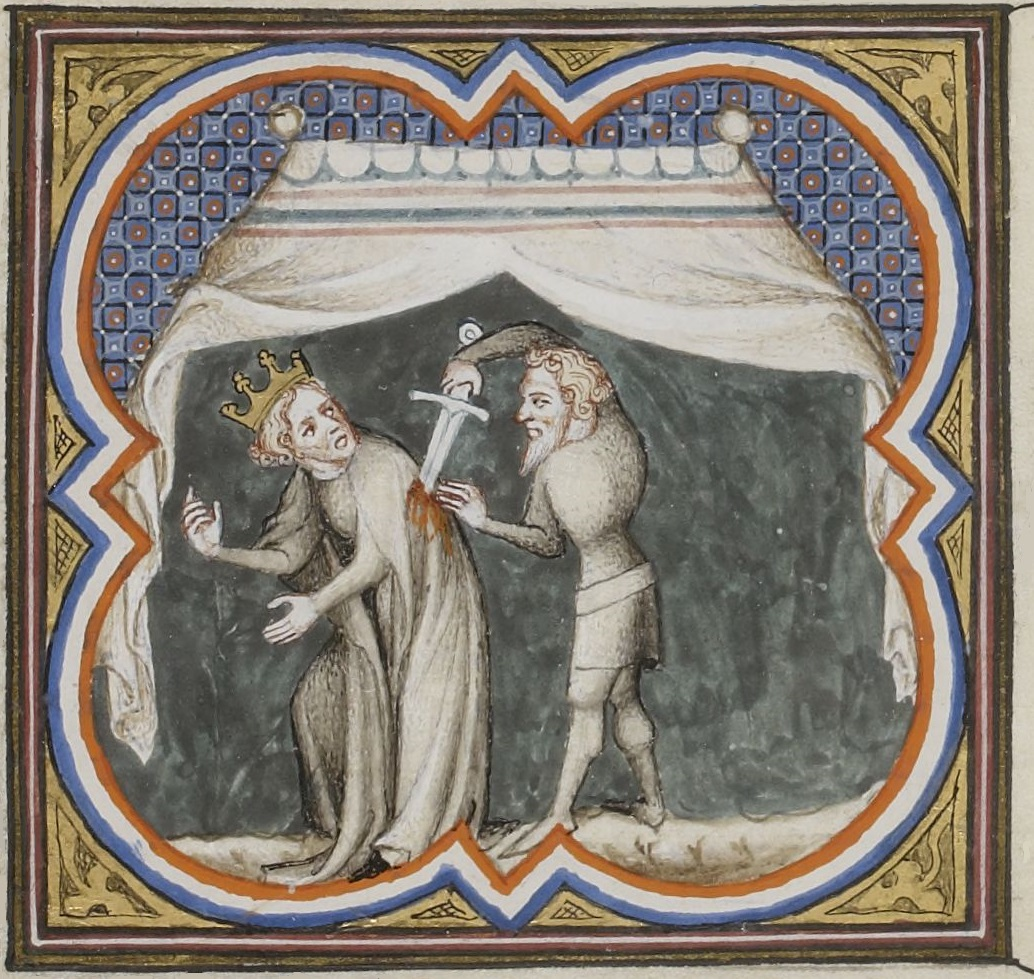
Вбивство Сіґіберта

На цьому, однак, боротьба двох братів не завершилась. Вже через рік, у 575 р., Хильперік знову намагався зробити Гунтрамна своїм союзником. Очевидно, що під час їхньої особистої зустрічі, Гунтрамн пообіцяв допомогти. Хильперік організував новий похід проти брата, спаливши території аж до Реймса. Сіґіберт знову зібрав військо зарейнських народів та ввійшов до Парижу. Того ж часу його воєначальники, герцоги Годегізил та Гунтрамн Бозон, зібрали військо з мешканців Тура та Шатодена і виступили проти Теодеберта, котрий продовжував перебувати в Північній Аквітанії. У битві військо Теодеберта було розбите, а сам він загинув.
Дізнавшись про цю втрату, а також про те, що Гунтрамн вкотре зрадив його, Хильперік сховався разом з родиною за стінами міста Турне. Сіґіберт зайняв території від Парижа до Руана та збирався йти до Турне. Проте дружина Хильперіка Фредегонда підіслала двох вбивць, які підступно закололи Сіґіберта під час походу на віллі Вітрі. Хильперік з почестями поховав свого брата спочатку в селі Ламбре, а потім переніс його рештки до суассонської базиліки, де була могила Хлотаря І.

## Зовнішня політика

### Війни з аварами
У середині VI ст. до Центральної Європи вдерлися тюркські племена аварів, що почали здійснювати грабіжницькі походи на слов'ян, франків, лангобардів, Візантію. У 561 р. вони вторглися до володінь Сіґіберта, проте той розгромив їх у битві та змусив відступати.
У 566—568 рр. відбулась ще одна війна з аварами, що намагались вторгнуться до Франкської держави. Стримуючи їх на кордонах своїх володінь, Сіґіберт потрапив у полон після невдалої битви і перебував у ньому до того часу, допоки не зміг укласти мирну угоду з каганом за допомогою дорогих подарунків та затвердити між ними добросусідські стосунки.

### Переселення саксів
У 568 р., скориставшись відходом 20 тисяч саксів на допомогу лангобардам, що намагались захопити Італію, переселив на звільнені землі швабів, свевів та інші підвладні народи. Пізніше сакси повернулись з Італії. Йдучи через франкські володіння, вони грабували місцеве населення та спалювали будинки. На своїх колишніх землях вони знайшли нових мешканців та провели з ними дві безрезультатні війни.

### Відносини з Візантією
Сіґіберт намагався встановити гарні відносини з Візантійською імперією, з якою франки мали напружені стосунки через візантійсько-остготські війни. За часів правління імператора Юстина ІІ відправив до нього посольство на чолі з Вармарієм та Фірміном з метою укласти мирну угоду. Після переговорів з імператором місія домоглася своєї мети і через рік повернулася додому.

## Родина
У 566 / 567 роках відправив велике посольство до короля вестготів Атанагільда з проханням віддати йому за дружину молодшу доньку правителя — Брунгільду. Атанагільд погодився і після прийняття католицизму Брунгільда стала дружиною Сіґіберта. Вона народила сина Хільдеберта.